# Gayle Moran
Gayle Moran (født 1943 i Jackson, Michigan, USA) er en amerikansk sanger, keyboardspiller og sangskriver.
Moran der var gift med pianisten Chick Corea fra (1972-2021), kom frem som sanger og keyboardspiller med Mahavishnu Orchestra, og var med i den anden konstellation af orkesteret fra (1974-1976). Hun har derefter primært sunget for sin mand i hans forskellige orkestre og projekter igennem tiden. Hun har indspillet en lp i eget navn I love you then... I love you Now (1979). Hun er medlem af den religiøse sekt Scientology, ligesom hendes mand Corea var. Moran har gæstesunget på mange forskellige projekter og indspilninger, såsom feks. på Mark Isham´s Castalia lp, og David Sancious Transformation(Speech og Love) lp. Hun er uddannet på Spring Abor Universitet (1961).

## Udvalgt diskografi
- I Love You Then...I Love you Now (1979) - i eget navn
- Apocalypse (1974) - med Mahavishnu Orchestra og London Symfoniorkester.
- Visions of the Emerald Beyond (1975) - med Mahavishnu Orchestra
- Musicmagic (1977) - med Return to Forever
- The Leprechaun (1975) - med Chick Corea
- My Spanish Heart (1976) - med Chick Corea
- The Mad Hatter (1978) - med Chick Corea
- Secret Agent (1978) - med Chick Corea
- Touchstone (1982) - med Chick Corea
- Light Years (1987) - med The Chick Corea Electric Band (med på enkelte numre)